# جان ماتر
جان کرومول ماتر (به انگلیسی: John Cromwell Mather) ‏ (متولد ۱۹۴۶ در رونوک، ویرجینیا) فیزیکدان و ستاره‌شناس آمریکایی و برنده جایزه نوبل فیزیک سال ۲۰۰۶ است.
او تحصیل‌کرده دانشگاه برکلی است و تقریباً تمام زندگی‌اش را برای ناسا کار کرده‌است.
سال ۲۰۰۶ او همراه با یک فیزیکدان دیگر آمریکایی به نام جورج اسموت موفق به کسب جایزه نوبل فیزیک به خاطر تحقیقاتش بر روی پرتوهای زمینه‌ای کیهان شد. آن‌ها اثبات کردند که پرتوهای زمینه‌ای از قانون پرتویی پلانک برای ماده‌های تاریک تبعیت می‌کنند. این نظریه بر وجود و علت مهبانگ دلالت می‌کند.